# Astragalus diminutivus
Astragalus diminutivus es una especie de planta del género Astragalus, de la familia de las leguminosas, orden Fabales.

## Distribución
Astragalus diminutivus se distribuye por Argentina (Jujuy y Salta), Chile (Tarapacá) y Bolivia (Cochabamba, La Paz, Potos y Tarija).

## Taxonomía
Fue descrita científicamente por (Phil.) Gómez-Sosa. Fue publicada en Novon 15: 544 (2005).
Sinonimia
- Astragalus diminutiva Phil.
Astragalus deminutivus I. M. Johnston